# Clément Noël
Clément Noël (ur. 3 maja 1997 w Remiremont) – francuski narciarz alpejski, złoty medalista olimpijski i złoty medalista mistrzostw świata juniorów.

## Kariera
Jego pierwszym występem na arenie międzynarodowej były rozegrane 14 listopada 2013 roku w Tignes zawody FIS, na których nie wystartował w supergigancie. Następnie kontynuował starty w tym cyklu, zaś w 2014 roku rozpoczął również występy w Pucharze Europy oraz w mistrzostwach Francji, zarówno na poziomie seniorskim, jak i juniorskim.
W 2015 roku pojawił się na mistrzostwach świata juniorów w Hafjell, na których zajął 4. miejsce w jedynej konkurencji w jakiej startował, czyli w slalomie. W 2016 roku, na mistrzostwach świata juniorów w Soczi startował w trzech konkurencjach: w slalomie, slalomie gigancie i kombinacji. W dwóch pierwszych nie ukończył początkowego przejazdu, z kolei w tej ostatniej nie wystartował w początkowym przejeździe. W tym samym roku, 13 listopada zadebiutował również w Pucharze Świata, kiedy to na rozgrywanych w Levi zawodach sezonu 2016/2017 nie zakwalifikował się do pierwszego przejazdu slalomu. Pierwsze punkty w tym cyklu zdobył na rozgrywanych 10 grudnia 2017 roku w Val d’Isère zawodach sezonu 2017/2018, na których zajął 20. miejsce w slalomie. Rok 2017 to dla niego również występ w mistrzostwach świata juniorów w Åre, gdzie nie ukończył pierwszego przejazdu slalomu i drugiego przejazdu slalomu giganta.
W 2018 roku wziął udział w mistrzostwach świata juniorów w Davos, na których zdobył złoty medal w slalomie, a także w igrzyskach olimpijskich w Pjongczangu, gdzie zajął 4. miejsce w slalomie oraz w zawodach drużynowych, w których startował z Tessą Worley, Julienem Lizeroux, Nastasią Noens, Adeline Baud-Mugnier i Alexisem Pinturault.
13 stycznia 2019 roku zaliczył pierwsze podium w Pucharze Świata, kiedy to podczas rozgrywanych w Adelboden zawodów sezonu 2018/2019 zajął 2. miejsce w slalomie przegrywając z Austriakiem Marcelem Hirscherem i wyprzedzając Norwega Henrika Kristoffersena, z kolei 7 dni później odniósł pierwsze zwycięstwo w tym cyklu, pokonując w slalomie na zorganizowanych w Wengen zawodach Austriaków Manuela Fellera i Marcela Hirschera. W 2019 roku wziął również udział w mistrzostwach świata w Åre, na których zajął 5. miejsce w zawodach drużynowych i 7. w slalomie, a także uplasowanie się na 2. miejscu w klasyfikacji slalomu sezonu 2018/2019 Pucharu Świata.
Drugie miejsce w klasyfikacji slalomu zajmował także w sezonach 2019/2020 i 2020/2021. W lutym 2021 roku wystartował na mistrzostwach świata w Cortinie d’Ampezzo, gdzie w swoim jedynym starcie zajął 27. miejsce w slalomie. W tej samej konkurencji wywalczył złoty medal podczas igrzysk olimpijskich w Pekinie w 2022 roku. Wyprzedził na podium Austriaka Johannesa Strolza i Sebastiana Fossa Solevåga z Norwegii. Na rozgrywanych rok później mistrzostwach świata w Courchevel/Méribel był czwarty w slalomie, przegrywając walkę o podium z Włochem Alexem Vinatzerem o 0,03 sekundy.

## Osiągnięcia

### Igrzyska olimpijskie
| Miejsce | Dzień     | Rok  | Miejscowość | Konkurencja      | Czas biegu | Strata | Zwycięzca    |
| ------- | --------- | ---- | ----------- | ---------------- | ---------- | ------ | ------------ |
| 4.      | 22 lutego | 2018 | Pjongczang  | Slalom           | 1:39,70    | +0,71  | André Myhrer |
| 4.      | 24 lutego | 2018 | Pjongczang  | Zawody drużynowe | –          | –      | Szwajcaria   |
| 1.      | 16 lutego | 2022 | Pekin       | Slalom           | 1:44,09    | –      | –            |

### Mistrzostwa świata
| Miejsce | Dzień     | Rok  | Miejscowość        | Konkurencja          | Czas biegu | Strata | Zwycięzca              |
| ------- | --------- | ---- | ------------------ | -------------------- | ---------- | ------ | ---------------------- |
| 5.      | 12 lutego | 2019 | Åre                | Zawody drużynowe     | –          | –      | Szwajcaria             |
| 7.      | 17 lutego | 2019 | Åre                | Slalom               | 2:06,95    | +1,09  | Marcel Hirscher        |
| 21.     | 21 lutego | 2021 | Cortina d’Ampezzo  | Slalom               | 1:46,48    | +10,13 | Sebastian Foss Solevåg |
| 4.      | 19 lutego | 2023 | Courchevel/Méribel | Slalom               | 1:39,50    | +0,41  | Henrik Kristoffersen   |
| DNF2    | 12 lutego | 2025 | Saalbach           | Kombinacja drużynowa | 2:42,38    | –      | Szwajcaria 1           |
| DNF2    | 16 lutego | 2025 | Saalbach           | Slalom               | 1:54,02    | –      | Loïc Meillard          |

### Mistrzostwa świata juniorów
| Miejsce | Dzień    | Rok  | Miejscowość       | Konkurencja     | Czas biegu | Strata | Zwycięzca            |
| ------- | -------- | ---- | ----------------- | --------------- | ---------- | ------ | -------------------- |
| 4.      | 9 marca  | 2015 | Hafjell           | Slalom          | 1:39,34    | +1,79  | Henrik Kristoffersen |
| DNS1    | 1 marca  | 2016 | Soczi/Roza Chutor | Superkombinacja | –          | –      | Štefan Hadalin       |
| DNF1    | 3 marca  | 2016 | Soczi/Roza Chutor | Slalom gigant   | –          | –      | Marco Odermatt       |
| DNF1    | 5 marca  | 2016 | Soczi/Roza Chutor | Slalom          | –          | –      | Istok Rodeš          |
| DNF2    | 13 marca | 2017 | Åre               | Slalom gigant   | –          | –      | Loïc Meillard        |
| DNF1    | 14 marca | 2017 | Åre               | Slalom          | –          | –      | Adrian Pertl         |
| 1.      | 7 lutego | 2018 | Davos             | Slalom          | 1:45,31    | –      | –                    |

### Puchar Świata

#### Miejsca w klasyfikacji generalnej
| Sezon     | Miejsce |
| --------- | ------- |
| 2016/2017 | –       |
| 2017/2018 | 44.     |
| 2018/2019 | 11.     |
| 2019/2020 | 12.     |
| 2020/2021 | 12.     |
| 2021/2022 | 31.     |
| 2022/2023 | 28.     |
| 2023/2024 | 16.     |
| 2024/2025 | 8.      |

#### Miejsca na podium w zawodach
| Nr  | Dzień        | Rok  | Miejscowość            | Konkurencja | Czas jazdy | Miejsce | Strata | Zwycięzca             |
| --- | ------------ | ---- | ---------------------- | ----------- | ---------- | ------- | ------ | --------------------- |
| 1.  | 13 stycznia  | 2019 | Adelboden              | Slalom      | 1:47,87    | 2.      | +0,50  | Marcel Hirscher       |
| 2.  | 20 stycznia  | 2019 | Wengen                 | Slalom      | 1:45,40    | 1.      | –      | –                     |
| 3.  | 26 stycznia  | 2019 | Kitzbühel              | Slalom      | 1:45,53    | 1.      | –      | –                     |
| 4.  | 17 marca     | 2019 | Soldeu                 | Slalom      | 1:48,96    | 1.      | –      | –                     |
| 5.  | 24 listopada | 2019 | Levi                   | Slalom      | 1:48,55    | 2.      | +0,09  | Henrik Kristoffersen  |
| 6.  | 5 stycznia   | 2020 | Zagrzeb                | Slalom      | 1:57,14    | 1.      | –      | –                     |
| 7.  | 8 stycznia   | 2020 | Madonna di Campiglio   | Slalom      | 1:35,60    | 3.      | +0,25  | Daniel Yule           |
| 8.  | 19 stycznia  | 2020 | Wengen                 | Slalom      | 1:46,43    | 1.      | –      | –                     |
| 9.  | 26 stycznia  | 2020 | Kitzbühel              | Slalom      | 1:41,50    | 3.      | +0,37  | Daniel Yule           |
| 10. | 8 lutego     | 2020 | Chamonix               | Slalom      | 1:41,47    | 1.      | –      | –                     |
| 11. | 16 stycznia  | 2021 | Flachau                | Slalom      | 1:50,27    | 2.      | +0,43  | Manuel Feller         |
| 12. | 30 stycznia  | 2021 | Chamonix               | Slalom      | 1:38,58    | 1.      | –      | –                     |
| 13. | 14 marca     | 2021 | Kranjska Gora          | Slalom      | 1:47,51    | 1.      | –      | –                     |
| 14. | 21 marca     | 2021 | Lenzerheide            | Slalom      | 1:47,24    | 2.      | +0,08  | Manuel Feller         |
| 15. | 12 grudnia   | 2021 | Val d’Isère            | Slalom      | 1:30,52    | 1.      | –      | –                     |
| 16. | 9 marca      | 2022 | Flachau                | Slalom      | 1:52,51    | 2.      | +0,29  | Atle Lie McGrath      |
| 17. | 4 stycznia   | 2023 | Garmisch-Partenkirchen | Slalom      | 1:48,37    | 3.      | +1,46  | Henrik Kristoffersen  |
| 18. | 24 stycznia  | 2023 | Schladming             | Slalom      | 1:48,97    | 1.      | –      | –                     |
| 19. | 26 lutego    | 2023 | Palisades Tahoe        | Slalom      | 1:47,47    | 3.      | +0,24  | Alexander Steen Olsen |
| 20. | 22 grudnia   | 2023 | Madonna di Campiglio   | Slalom      | 1:40,51    | 2.      | +0,25  | Marco Schwarz         |
| 21. | 24 stycznia  | 2024 | Schladming             | Slalom      | 1:45,20    | 3.      | +1,02  | Linus Straßer         |
| 22. | 4 lutego     | 2024 | Chamonix               | Slalom      | 1:36,24    | 3.      | +0,18  | Daniel Yule           |
| 23. | 25 lutego    | 2024 | Palisades Tahoe        | Slalom      | 1:42,08    | 2.      | +0,28  | Manuel Feller         |
| 24. | 17 listopada | 2024 | Levi                   | Slalom      | 1:53,98    | 1.      | –      | –                     |
| 25. | 24 listopada | 2024 | Gurgl                  | Slalom      | 1:46,25    | 1.      | –      | –                     |
| 26. | 11 stycznia  | 2025 | Adelboden              | Slalom      | 1:51,53    | 1.      | –      | –                     |
| 27. | 26 stycznia  | 2025 | Kitzbühel              | Slalom      | 1:41,49    | 1.      | –      | –                     |
| 28. | 27 marca     | 2025 | Sun Valley             | Slalom      | 1:43,61    | 2.      | +0,03  | Timon Haugan          |